# Iván Nepliúyev

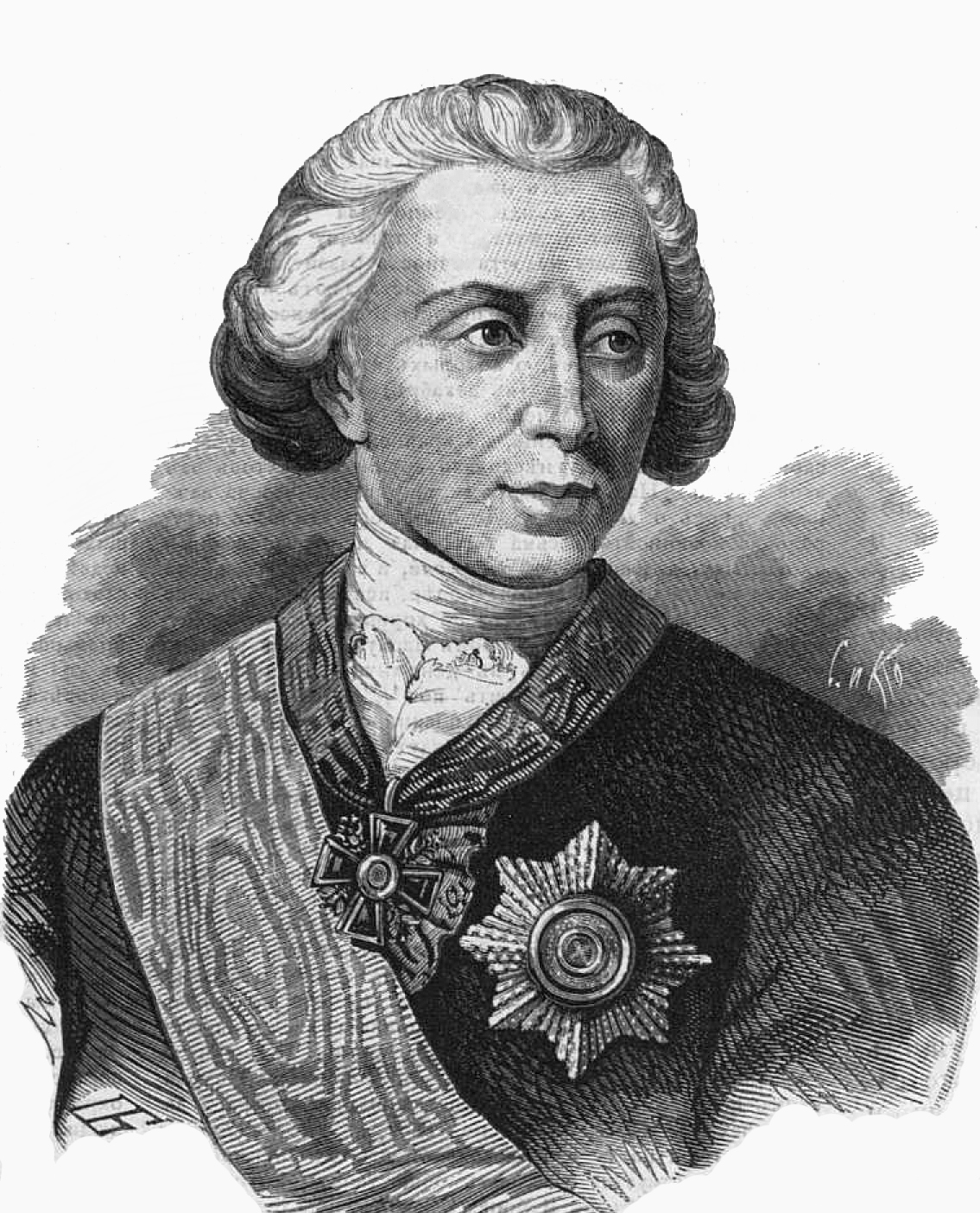
Iván Nepliúyev

Iván Ivánovich Nepliúyev (15 de noviembre de 1693 – 22 de noviembre de 1773) fue un diplomático y prominente gestor ruso al servicio de Pedro el Grande y Catalina la Grande. Sus memorias fuero publicadas póstumamente y una estatua suya se puede ver en Orenburg, ciudad que él fundó.
Nepliúyev nació en una familia noble, pero empobrecida, en la localidad de Poddubye cerca de Nóvgorod. Se inscribió en 1714 en la escuela local de matemáticas, más tarde se trasladó a la Academia Naval de San Petersburgo y completó su formación en la marina, en los servicios navales de Venecia y España. Volvió a Rusia en 1720, recibió el reconocimiento directo del zar Pedro I debido a sus conocimientos e inteligencia. Como recompensa se le preguntó por su interés en supervisar la construcción de los muelles de San Petersburgo. 
En 1721, el Zar envió a Nepliúyev a una misión secreta a Constantinopla, donde permaneció hasta 1734. Tomó parte en el fracasado Congreso de Nemírov en 1737 y en las negociaciones del Tratado de Belgrado (1739). Después de que Elizaveta Petrovna tomase el trono, Nepliúyev fue acusado de irregularidades y cayó en desgracia, como les pasaría a otros personajes relevantes del anterior reinado. 
En 1742 Nepliúyev obtuvo el perdón y fue enviado como gobernador al krai de Orenburg. Durante los 16 años de su cargo, la ciudad de Orenburg fue traslada a la ubicación donde la encontramos en la actualidad, y más de 70 fuertes fueron construidos a lo largo de los ríos Samara, Tobol y otros cursos de agua. Fundó 13 altos hornos y 28 plantas de cobre, también consiguió mantener normalizada la situación con los baskires que estaban en auge y liderados por Batarma Aléyev.
En 1760, Nepliúyev fue de nuevo llamado a San Petersburgo y en esta ocasión se le designó senador. Catalina II premió su experiencia y competencia, de tal modo que abandonaba la capital a su administración cuando ella visitaba otras partes del país. También mantuvo el puesto de Gobernador en la Gobernatura general de San Petersburgo durante unos dos años, más tarde se retiró definitivamente a pasar sus últimos años en la localidad de Poddubye.